# Returner (Yami no shūen)
RETURNER ~Yami no shūen~ (jap. RETURNER 〜闇の終焉〜; dos. POWRACAJĄCY ~Koniec ciemności~) – dwudziesty siódmy singel japońskiego artysty Gackta, wydany 20 czerwca 2007 roku. Utwór tytułowy wykorzystano jako piosenkę przewodnią dramy Fūrin Kazan. Limitowana edycja zawierała DVD z teledyskiem. Singel jako pierwszy osiągnął 1 pozycję w rankingu Oricon i pozostał na listach przebojów przez 12 tygodni. Sprzedano 66 948 egzemplarzy.

## Lista utworów
Wszystkie utwory zostały napisane i skomponowane przez Gackt C.
| Nr | Tytuł                                                                  | Aranżacja           | Czas |
| -- | ---------------------------------------------------------------------- | ------------------- | ---- |
| 1. | "RETURNER ~Yami no shūen~" (jap. RETURNER 〜闇の終焉〜)                | Gackt.C, Chachamaru | 4:21 |
| 2. | "Cube" (DRUG I Ver.)                                                   | Gackt.C, Chachamaru | 5:35 |
| 3. | "Birdcage" (DRUG I Ver.)                                               | Gackt.C, Chachamaru | 6:37 |
| 4. | "RETURNER ~Yami no shūen~" (jap. RETURNER 〜闇の終焉〜) (Instrumental) | Gackt.C, Chachamaru | 4:14 |